# British Columbia Highway 77
Der British Columbia Highway 77 der westkanadischen Provinz British Columbia liegt im äußersten Nordwesten der Provinz. Der Highway beginnt bei Fort Nelson und endet nach 138 km an der Grenze zu den Nordwest-Territorien.

## Streckenverlauf
Ca. 25 km westlich von Fort Nelson zweigt der Highway 77 in nördlicher Richtung vom Highway 97 in nördlicher Richtung ab. Der Highway überquert nach 41 km den Snake River, nach weiteren 70 km zweigt nach Westen eine kleine Straße ab, mit der der Maxhamish Lake Provincial Park erschlossen wird. Entlang des Highways selbst liegen keine Siedlungen. Er endet nach 138 km an der Grenze zu den Nordwest-Territorien und wird dort als Highway 7 weitergeführt. Der gesamte Highway, Highway 77 in British Columbia und Highway 7 in den Nordwest-Territorien, nennt sich auch Liard Highway.